# Časoslov Ivane Navarske
Časoslov Ivane Navarske (engl. book of hours; franc. Heures de Jeanne de Navarre) djelo je umjetnika Jeana Le Noira. Djelo sadrži 32 minijature.
Vjeruje se da je ovaj časoslov nastao između 1336. i 1340. te je sada u Parizu.
Srednjovjekovni su časoslovi obično sponzorirani ili naručivani od monarha; u ovom slučaju, francuski kralj Filip VI. naručio je časoslov za Ivanu II., navarsku kraljicu. Ivana je bila kći kralja Luja X. i Margarete Burgundske te sestrična Filipa VI.